# Cape Disappointment, Powell Island
Cape Disappointment är en udde i Antarktis. Den ligger i Sydorkneyöarna. Argentina och Storbritannien gör anspråk på området.
Terrängen inåt land är kuperad åt nordväst, men åt sydost är den platt. Trakten är obefolkad.